# Economia da África do Sul
A África do Sul é um dos maiores produtores de ouro e diamantes. Há grandes diferenças entre a população de origem europeia, mais rica, e a população de origem africana, mais pobre.
O país é o 45º no ranking de competitividade do Fórum Econômico Mundial.

## Fiscalidade
O ano fiscal na África do Sul dura de 1 de abril a 31 de março do ano seguinte.
No ano fiscal 2005-2006, o Serviço de Impostos Sul-africano superou as suas expectativas ao cobrar 418 bilhões de rands, vendo assim o déficit nacional baixar para 0,3%, o segundo mais baixo da sua história.

## Comércio exterior
Em 2020, o país foi o 38º maior exportador do mundo (US $ 90,4 bilhões, 0,5% do total mundial). Na soma de bens e serviços exportados, chega a US $ 104,8 bilhões, ficando em 37º lugar mundial. Já nas importações, em 2019, foi o 39º maior importador do mundo: US $ 88,2 bilhões.

## Setores

### Setor primário

#### Agricultura
A África do Sul tem uma forte base agrícola. O clima temperado e a grande superfície de terras férteis permitem grande superfície de culturas e abundantes colheitas. Com o final do regime do Apartheid a classe política emergente falhou em impôr um sistema de reforma agrária de forma a equalizar a posse de terras entre a minoria branca e a maioria negra, mas isso ainda não veio a se executar.
O elemento base da subsistência da população é o milho, ali chamado mealie.
A tabela seguinte apresenta as oito maiores colheitas em 2005, por produção.
| Produção       | 10³ ha | 106 ton |
| -------------- | ------ | ------- |
| Cana-de-açúcar | 312    | 21,73   |
| Milho          | 3.342  | 12,00   |
| Trigo          | 801    | 2,03    |
| Batata         | 53     | 1,91    |
| Uva            | 123    | 1,70    |
| Citrinos       | 84     | 1,56    |
| Maçã           | 21     | 0,78    |
| Girassol       | 460    | 0,69    |

A África do Sul produziu, em 2018, 19,3 milhões de toneladas de cana-de-açúcar (14º maior produtor do mundo), 12,5 milhões de toneladas de milho (12º maior produtor do mundo), 1,9 milhão de toneladas de uva (11º maior produtor do mundo), 1,7 milhão de toneladas de laranja (11º maior produtor do mundo) e 397 mil toneladas de pera (7º maior produtor do mundo). Além disso, no mesmo ano, produziu 2,4 milhões de toneladas de batata, 1,8 milhão de toneladas de trigo, 1,5 milhão de toneladas de soja, 862 mil toneladas de girassol, 829 mil toneladas de maçã, 726 mil toneladas de cebola, 537 mil toneladas de tomate, 474 mil toneladas de limão, 445 mil toneladas de grapefruit, 444 mil toneladas de banana, 421 mil toneladas de cevada, além de produções menores de outros produtos agrícolas, como abacate, abacaxi, pêssego, tangerina, abóbora, repolho, cenoura, colza, sorgo etc.

##### Pecuária
Na pecuária, a África do Sul produziu, em 2019: 1,8 milhões de toneladas de carne de frango; 1,0 milhões de toneladas de carne bovina; 279 mil toneladas de carne suína; 2,8 bilhão de litros de leite de vaca; 564 mil toneladas de ovo de galinha, entre outros. O país é o 11º maior produtor mundial de lã.

#### Mineração
A África do Sul exibe uma das maiores concentrações de riquezas minerais do mundo, entre as quais se destacam:
- Ouro e platina
- Diamantes
- Carvão
- Antimônio
- Minérios de ferro e manganês
- Urânio
- Outros metais tais como crômio, vanádio e titânio

A África do Sul foi por décadas o maior produtor mundial de ouro até perder este posto em 2006. O país produzia quase 1000 toneladas anuais em 1970, e o volume foi decaindo lentamente ao longo dos anos. Em 2019, havia produzido 105 toneladas.
Em 2019, o país era o maior produtor mundial de platina; o maior produtor mundial de cromo; o maior produtor mundial de manganês; o 2º maior produtor mundial de titânio; o 11º maior produtor mundial de ouro; o 3º produtor mundial de vanádio; o 6º maior produtor mundial de minério de ferro; o 11º maior produtor mundial de cobalto; e o 15º maior produtor mundial de fosfato. Era o 12º maior produtor do mundo de urânio em 2018.

### Indústria e serviços
O Banco Mundial lista os principais países produtores a cada ano, com base no valor total da produção. Pela lista de 2019, a África do Sul tinha a 42ª indústria mais valiosa do mundo (US $ 41,4 bilhões).
Em 2019, a África do Sul era a 22ª maior produtora de veículos do mundo (0,6 milhões) e a 26ª maior produtora de aço (6,3 milhões de toneladas). A África do Sul é também um dos 10 maiores produtores mundiais de vinho (foi o 9º maior produtor do mundo em 2018). Em 2018, o país foi o 10º maior produtor do mundo de óleo de girassol.

#### Energia
Nas energias não-renováveis, em 2020, o país era o 86º maior produtor de petróleo do mundo, com uma produção quase nula. Em 2019, o país consumia 569 mil barris/dia (31º maior consumidor do mundo). O país foi o 22º maior importador de petróleo do mundo em 2013 (414 mil barris/dia). Em 2015, a África do Sul era a 64º maior produtora mundial de gás natural, 1,1 bilhões de m3 ao ano. Em 2009 a África do Sul era a 38ª maior importadora de gás do mundo (3,5 bilhões de m3 ao ano). Na produção de carvão, o país foi o 7º maior do mundo em 2018: 252,3 milhões de toneladas. Em 2019, o país tinha 2
usinas atômicas em seu território, com uma potência instalada de 1,8 GW.
Nas energias renováveis, em 2020, a África do Sul era o 26º maior produtor de energia eólica do mundo, com 2,6 GW de potência instalada, e o 17º maior produtor de energia solar do mundo, com 5,9 GW de potência instalada.
Produção elétrica da África do Sul: 257.9 TW/hora
Consumo de energia na África do Sul: 234.2 TW/hora

### Setor terciário

#### Turismo
Em 2018, a África do Sul foi o 36º país mais visitado do mundo, com 10,4 milhões de turistas internacionais. As receitas do turismo, neste ano, foram de US $ 8,9 bilhões.
A África do Sul foi durante muito tempo associada ao regime do Apartheid, segregação entre brancos e negros. Com o fim do Apartheid em 1994 e através da eleição democrática do primeiro presidente negro do país, Sr. Nelson Mandela, o país libertou-se das sanções econômicas da ONU e alavancou o turismo como parte importante da economia. Um conjunto associado de beleza exótica e boa infraestrutura de estradas e acomodações, fizeram do país um dos principais destinos do continente africano.
A feira INDABA de turismo no continente africano, anualmente sediada na cidade de Durban, contou em 2007, com mais de 12.000 espectadores (1680 empresas, 7400 funcionários e empresários, 4500 visitantes por dia, 550 jornalistas e mídia especializada).
O turismo apresenta a imagem da África selvagem. O ponto alto do turismo de aventura é um safári pela savana africana. O Parque Nacional Kruger é uma das principais reservas de mamíferos do mundo, permitindo a observação da vida de animais selvagens no habitat natural. Além da diversidade de pássaros, répteis, anfíbios, é possível a observação de mamíferos primatas, ruminantes, carnívoros e tradicionalmente os big five: leão, leopardo, elefante, rinoceronte e búfalo.
Estratégia de crescimento da indústria da cultura: O Ministério de Arte e Cultura da África do Sul trabalha em parceria como o Ministério de Comércio e Indústria para desenvolvimento de uma estratégia de crescimento da indústria da cultura e do turismo. O governo identificou estas indústrias como a chave econômica para o crescimento de outras áreas no país. O propósito é aumentar a potencialidade da indústria cultural e do turismo sul-africano na contribuição para a geração de empregos e renda no país.